# NGC 7380
إن جي سي 7380 (NGC 7380) (المعروف أيضا باسم سديم مشعوذ) هو عنقود مفتوح اكتشف  من قبل كارولين هيرشيل في عام 1787. ذكره أخاها ويليام هيرشيل في كتالوجه عن الأفلاك، ووصفت ب أتش 77 الثامن. ومن المعروف أيضا باسم 142 في عام 1959 كتالوج شاربليس (Sh2-142).  يقع هذا السديم في كوكبة الملتهب. فمن الصعب للغاية مراقبته بصريا، وعادة ما تتطلب السماء مظلمة ومصفي ضوئي من درجة O-الثالث.

## معرض الصور

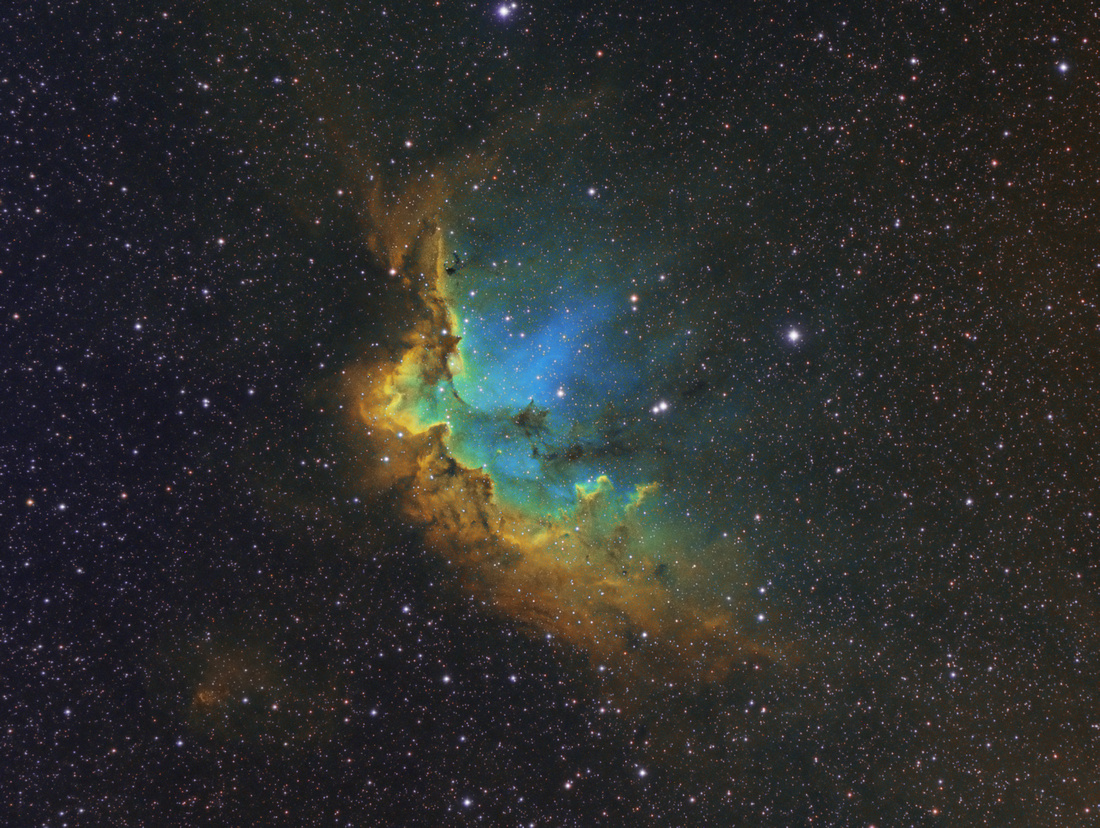
NGC 7380 في هابل لوحة (هكتار/OIII/SII)
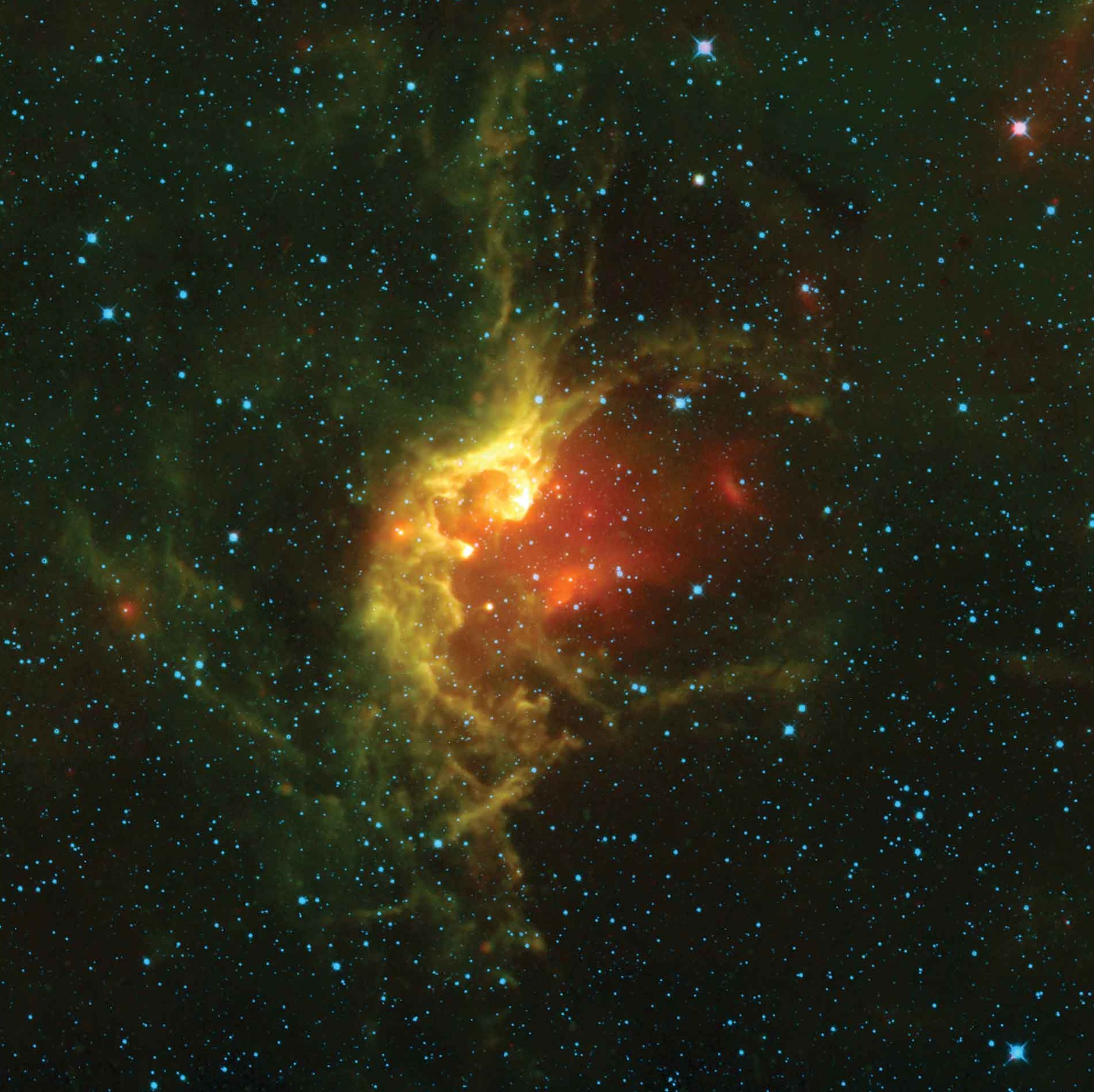
NGC 7380 من الحكمة.
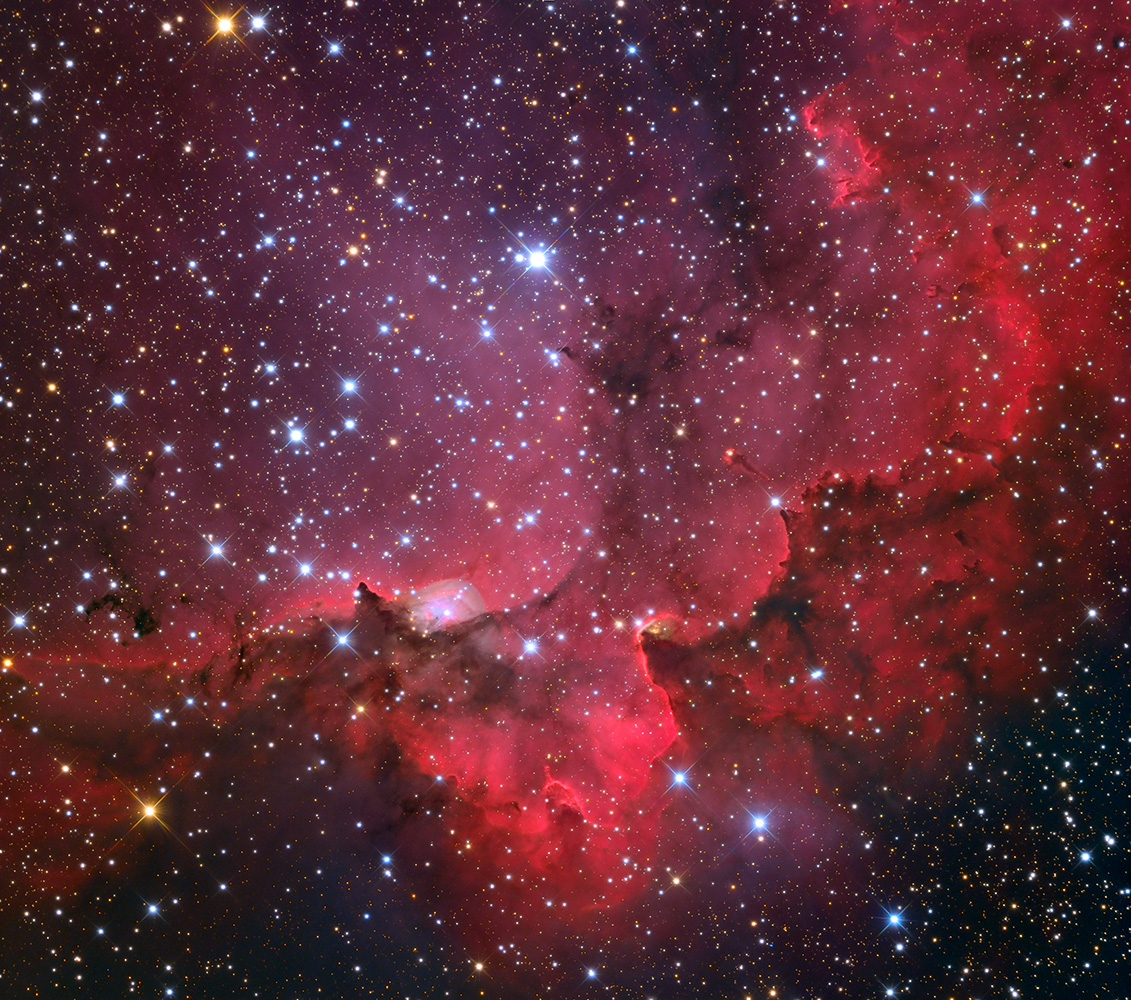
NGC 7380 من جبل ليمون SkyCenter باستخدام 0.8 m شولمان التلسكوب.النطاق العريض (RGB) صورة.

## وصلات خارجية
- NGC 7380 على موقع ويكي سكاي: DSS2, SDSS, GALEX, IRAS, Hydrogen α, X-Ray, Astrophoto, Sky Map, Articles and images

- جنوب المشتركة المرصد - صور من المعالج سديم
- ناسا APOD بالذكر المعالج سديم

الإحداثيات:  22س 47د 00ث، −58° 06′ 00″